# Era georgiana

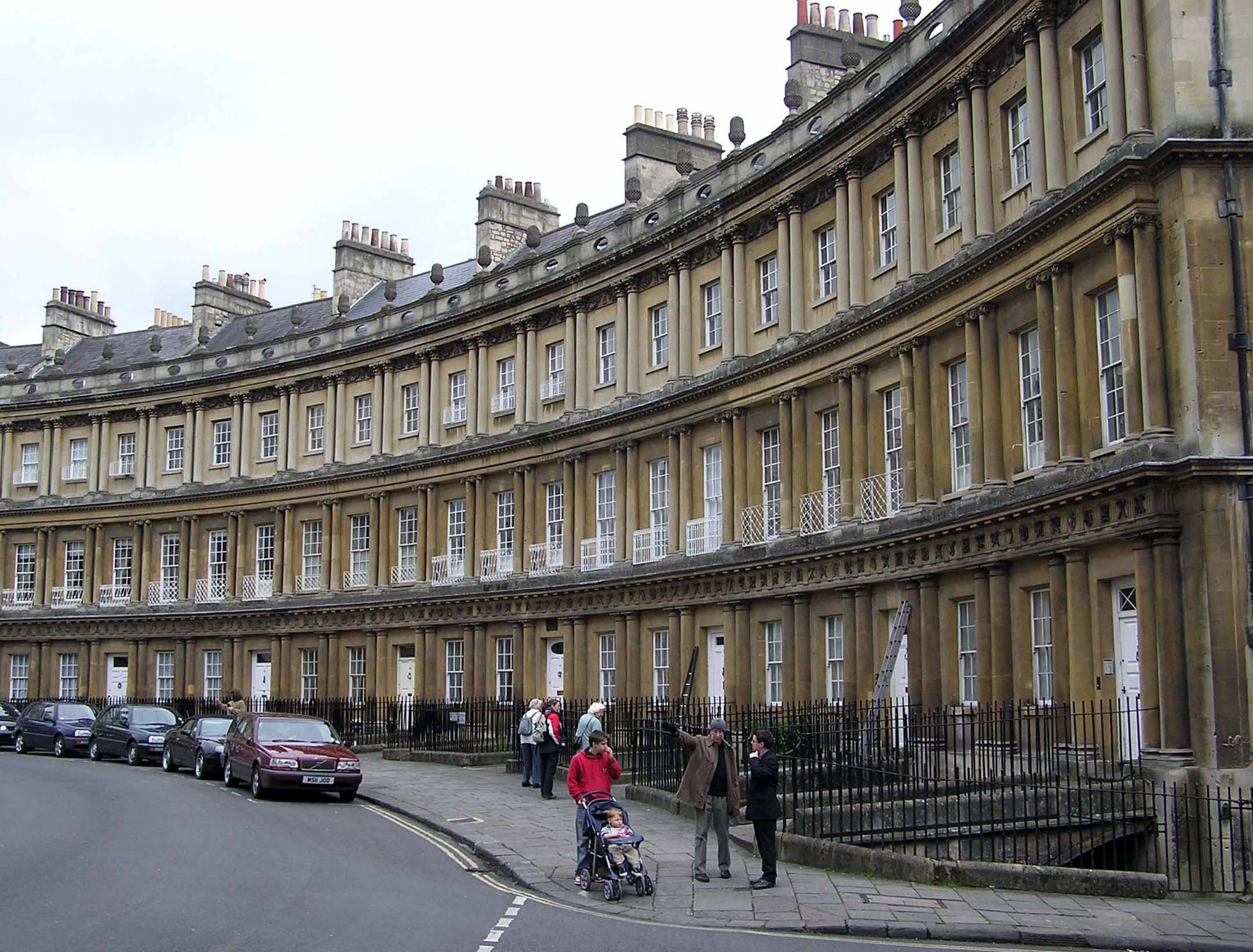
Exemplo da arquitectura georgiana: o edifício The Circus, em Bath, construído entre 1754 e 1768.

A  Era georgiana foi um período da história do Reino Unido cujo designação tem origem nos reinados dos primeiros quatro dos Reis da Casa de Hanôver do Reino da Grã-Bretanha: Jorge I, Jorge II, Jorge III e Jorge IV. O período está compreendido entre 1714 e 1830, com o sub-período da Regência, em que Jorge IV esteve como Príncipe Regente durante a doença do seu pai Jorge III. As vezes, o pequeno reinado de Guilherme IV, (1830 até 1837) é também incluído. O último monarca do Reino Unido da Casa de Hanôver foi a sobrinha de Guilherme, Vitória, que daria o nome à próxima era, a Era vitoriana.
O termo "Georgiano" é utilizado num contexto social e de arquitectura.

## Artes
A sociedade deste período e as suas preocupações foram bem representadas nos romances de Henry Fielding, Mary Shelley e Jane Austen, pela arquitectura de Robert Adam, John Nash e James Wyatt e no revivalismo do estilo Neogótico.
O renascer das artes foi expresso pelos poetas românticos principalmente Samuel Taylor Coleridge, William Wordsworth, Percy Bysshe Shelley, William Blake, John Keats, Lord Byron e Robert Burns. O seu trabalho introduziu uma nova era na poesia caracterizada por uma linguagem alegre, positiva e de ideiais elevados.
Na pintura, destacaram-se Thomas Gainsborough, Sir Joshua Reynolds, o jovem J. M. W. Turner, John Constable e o paisagista Capability Brown.

## Acontecimentos
1714
Após a morte da sua prima em segundo grau, a rainha Ana, Jorge Luís, sucede como rei Jorge I da Grã-Bretanha. Isto marca o início do reinado da Casa de Hanover no Reino Unido.
1715
O partido Whig vence as eleições parlamentares britânicas para a Câmara dos Comuns. Este partido opunha-se, de forma geral, ás políticas do rei.
1727
Jorge I morre e o seu filho ascende ao trono como Jorge II.
1746
A derradeira levante jacobita é esmagada na Batalha de Culloden.
1760
Jorge II morre e o seu neto ascende ao trono como Jorge III, uma vez que o seu pai, Frederico tinha falecido em março de 1751.
1763
A Grã-Bretanha vence a Guerra dos Sete Anos. O Tratado de Paris de 1763 garante o domínio britânico de vastos territórios por todo o mundo.
1765
A Lei do Selo é aprovada pelo Parlamento da Grã-Bretanha, o que causa um reboliço nas Treze Colónias da América do Norte.
1775
Começa a Guerra da Independência nas Treze Colónias, mais especificamente no Massachusetts.
1776
As Treze Colónias da América do Norte declaram a sua independência da Coroa Britânica e do Parlamento Britânico.
1781
O exército britânico na América, sob o comando de Lord Cornwallis, rende-se a George Washington após a sua derrota em Yorktown, na Virginia, em outubro de 1781.
1783
A Grã-Bretanha reconhece formalmente a independência dos 13 Estados americanos originais quando o Tratado de Paris de 1783 é assinado por David Hartley, que representava o rei Jorge III, e pela delegação americana encarregue do tratado.
1801
O Ato de União de 1800 entra em vigor a 1 de janeiro, unindo os reinos da Grã-Bretanha e da Irlanda, criando assim o Reino Unido da Grã-Bretanha e da Irlanda.
1811
Jorge, o Príncipe de Gales, inicia um período de nove anos como regente (ele ficou conhecido como Jorge, Príncipe Regente), assumindo as funções de Jorge III que tinha perdido a lucidez. Este sub-período da era georgiana é definido como Regência Britânica.
1815
Napoleão I da França é derrotado pela Sétima Coligação liderada pelo Duque de Wellington, na Batalha de Waterloo onde agora fica Wallonia, na Bélgica.
1819
Ocorre o Massacre de Peterloo.
1820
Jorge III morre e o seu filho Jorge, Príncipe Regente, ascende ao trono do Reino Unido da Grã-Bretanha e Irlanda como Jorge IV.
1830
Jorge IV morre. Segundo alguns historiadores, isto marca o fim da era georgiana da Casa de Hanover. Porém, outros estendem esta época até ao final do curto reinado do seu irmão, o príncipe Guilherme, duque de Clarence, que ascende ao trono como Guilherme IV.
1833
A Lei de Abolição da Escravatura é aprovada pelo parlamento devido à influência de William Wilberforce e do movimento evangélico. Assim, o comércio de escravos e todas as suas crueldades e abominações passaram a ser considerados crimes no Império Britânico.
1837
Morre Guilherme IV, marcando, assim, o fim da era georgiana. A sua sobrinha e último membro da Casa de Hanover, a rainha Vitória sucede-o. Ela casou-se com o Alberto de Saxe-Coburgo-Gota, que pertencia à Casa de Saxe-Coburgo-Gota, pelo que, quando o seu filho Alberto Eduardo, Príncipe de Gales, a sucedeu como Eduardo VII, a casa de Alberto ganhou o trono britânico.
|         |          |           |          |              |
| Jorge I | Jorge II | Jorge III | Jorge IV | Guilherme IV |